# Parinari campestris
Parinari campestris es una especie de árbol en la familia de plantas Chrysobalanaceae que es nativo de Trinidad y Tobago, las Guayanas, Venezuela y Brasil. Tiene fama de tener propiedades afrodisíacas.

## Descripción
La especie es un árbol que alcanza un tamaño de hasta 25 metros de alto. Las ramas jóvenes son peludas pero llegan a estar sin pelo con la edad. Las hojas,  son de 6-13 centímetros de largo y 3-6,5 centímetros de ancho, son lisas y brillantes en sus superficies superiores. La superficie inferior de las hojas es peluda con las venas planteadas prominentes. Las estípulas son amplias en la base, pero estrechándose a un punto; que son alrededor de 3 centímetros  de largo. Las flores son hermafroditas, con cinco pétalos blancos, siete estambres y siete u ocho estaminodios. El fruto es una carnosa drupa de 4.6 centímetros de largo y 2.3 centímetros  de ancho.

## Distribución
Parinari campestris crece en bosques abiertos y se acerca a los bordes de sabanas y riberas de los ríos. Se extiende desde Trinidad y Tobago, en el norte, a través de partes de Venezuela, Guyana, Surinam y el norte de Brasil.

## Usos
Parinari campestris es una de varias especies, incluyendo Richeria grandis y Roupala montana que se conocen con el nombre común bois bandé. Estas especies tienen fama de tener propiedades afrodisíacas. La especie también se utilizan ritualmente en el winti, una religión afro-Surinamesa.
Los extractos de las hojas de P. campestris han demostrado inhibir la interacción entre el factor de crecimiento endotelial vascular A y de crecimiento endotelial vascular del factor receptor 1.

## Taxonomía
Parinari campestris fue descrita por Jean Baptiste Christophore Fusée Aublet y publicado en Histoire des Plantes de la Guiane Françoise 1: 517, t. 206. 1775.
Sinonimia
- Balantium cordifolium Desv. ex Ham.
- Dugortia nucamentosa J.F.Gmel.
- Ferolia campestris (Aubl.) Kuntze
- Petrocarya campestris (Aubl.) Willd.[6]